# ديرك موسى
ديرك موسى (بالإنجليزية: Dirk Moses)‏ هو مؤرخ أسترالي، ولد في 1967 في بريزبان في أستراليا.

## وصلات خارجية
- الموقع الرسمي